# Platteville (Colorado)
Platteville és una població dels Estats Units a l'estat de Colorado. Segons el cens del 2000 tenia 2.370 habitants.

## Demografia
Segons el cens del 2000, Platteville tenia 2.370 habitants, 786 habitatges, i 594 famílies. La densitat de població era de 618,3 habitants per km².
Dels 786 habitatges en un 45,4% hi vivien nens de menys de 18 anys, en un 61,6% hi vivien parelles casades, en un 10,1% dones solteres, i en un 24,4% no eren unitats familiars. En el 18,1% dels habitatges hi vivien persones soles el 5,3% de les quals corresponia a persones de 65 anys o més que vivien soles. El nombre mitjà de persones vivint en cada habitatge era de 3,02 i el nombre mitjà de persones que vivien en cada família era de 3,5.
Per edats la població es repartia de la següent manera: un 32,8% tenia menys de 18 anys, un 9,7% entre 18 i 24, un 32,3% entre 25 i 44, un 18,7% de 45 a 60 i un 6,5% 65 anys o més.
L'edat mediana era de 30 anys. Per cada 100 dones de 18 o més anys hi havia 99,5 homes.
La renda mediana per habitatge era de 43.472 $ i la renda mediana per família de 47.574 $. Els homes tenien una renda mediana de 34.048 $ mentre que les dones 25.430 $. La renda per capita de la població era de 15.802 $. Entorn del 6,9% de les famílies i el 8,7% de la població estaven per davall del llindar de pobresa.

## Poblacions més properes
El següent diagrama mostra les poblacions més properes.